# كارولين سبيكتور
كارولين سبيكتور (بالإنجليزية: Caroline Spector)‏ (1958)؛ روائية أمريكية.